# Fox Armoured Car
A Fox Armored Car (szó szerint Róka páncélautó) egy kerekes páncélozott harcjármű volt, amelyet Kanada gyártott a második világháborúban.

## Történelem
A General Motors Canada gyártotta, a brit Humber páncélautó Mk III változata alapján, a Canadian Military Pattern (CMP) teherautó (kb Kanadai Hadi Sablon teherautó) alvázához igazítva. A tornyot kézzel forgatták, és egy .30 és egy .50 kaliberes Browning géppuskával volt felszerelve. A négyfős legénység a jármű parancsnokából, a vezetőből, a lövészből és a rádiósból állt. Összesen 1506 járművet gyártottak.
Olaszországban, az Egyesült Királyságban és Indiában használták. Használói között szerepelt, az 1943–1944-ben Olaszországban harcoló, lengyel 15. Pułk Ułanów Poznańskich (Poznan Ulan Regiment, Poznani Ulánus ezred) A második világháború után sok jármű a Portugál Hadsereghez került, ahol 1961 és 1975 között felkelés elleni harcokban használták Angolában, Guineában és Mozambikban . Hollandia a Holland Kelet-Indiában használt Humber páncélautók kiegészítésére 39 Fox-ot vásárolt, amelyek közül 34-et Humber Mk IV toronnyal szereltek fel. Az így létrejött hibrid jármű, a "Humfox" azonnal sikeres és népszerű lett, és néhányat az indonéz hadseregnek adtak át a függetlenségük kivívása után.

## Korábbi üzemeltetők
- Kanada
- Indonézia
- Hollandia
- Portugália

## Túlélő járművek
- Karl Smith Gyűjtemény Tooele-ben, Utah államban.
- Shopland Collection, Clevedon, Somerset, Egyesült Királyság.
- Robert Gill Gyűjtemény - www.militarymuseum.at, Bécs (3 darab, egy a Heeresgeschichtliches Múzeumban – Militärhistorische, Bécs)
- Cavalry Tank Museum, Ahmednagar, Maharashtra, India